# Callicoma serratifolia
Callicoma o calicoma escrito de acuerdo con su pronunciación española es un género de plantas que contiene una única especie, Callicoma serratifolia, un gran arbusto o pequeño árbol, nativo de  Australia. Crecen en las bosques y selvas lluviosas y cercanas a la costa en Nueva Gales del Sur y sur de Queensland.

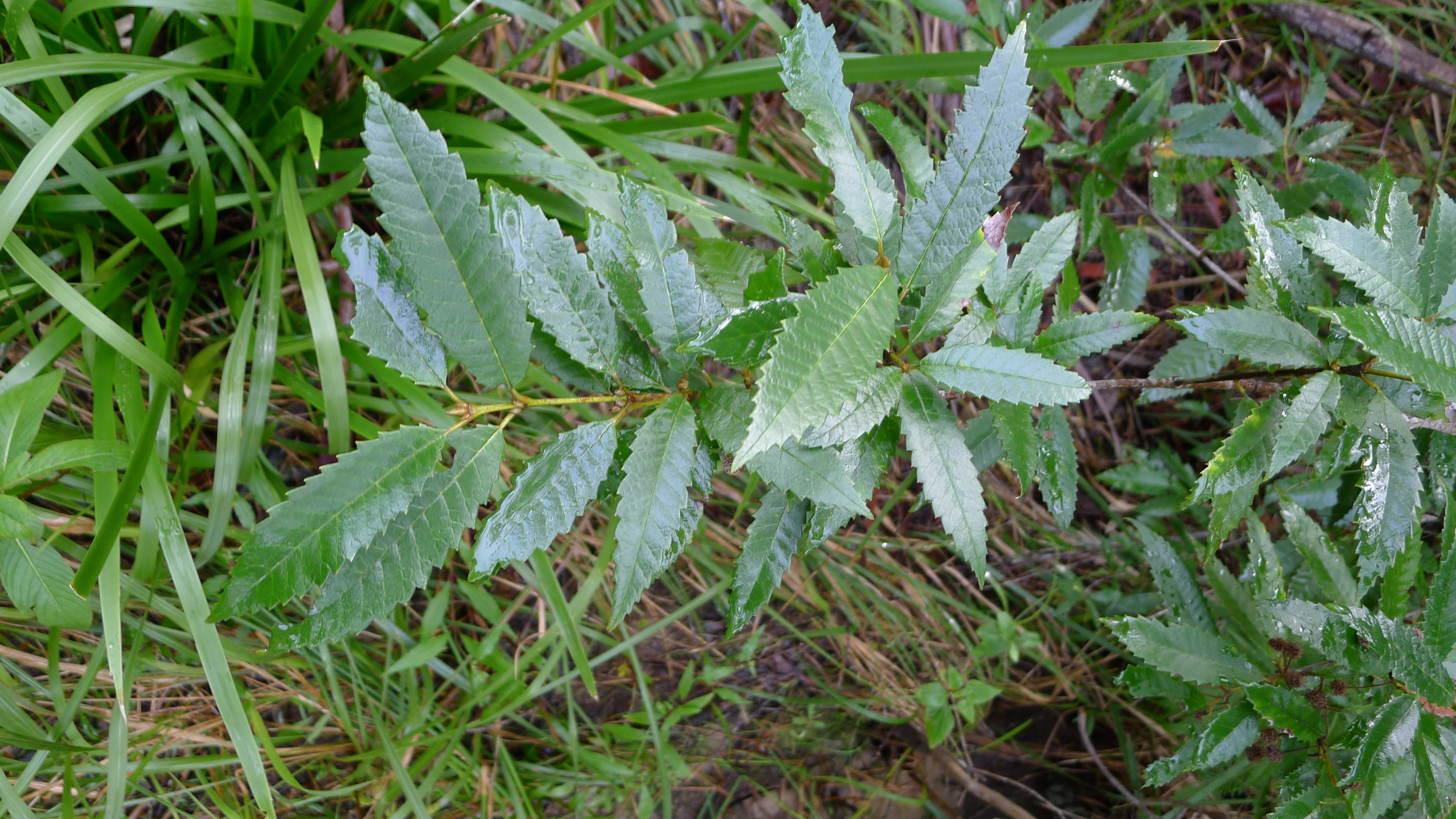
Detalle de las hojas que les dan el nombre

## Características
La calicoma es un pequeño árbol que puede alcanzar los 20 metros de altura, aunque en cultivo suele alcanzar los 6-10 metros con 3 en extensión. Sus hojas son lanceoladas o elípticas que tienen hasta 12 cm de largo y 5 cm de ancho con los márgenes burdamente serrados. El haz de la hoja de la hoja es de color verde oscuro, mientras que el envés inferior es de color blanco debido a la presencia de pelillos blancos. Las flores en cabezas globulares de color amarillo pálido, aparecen al final de la primavera y el principio del verano. Estas promedian 1.5 cm de diámetro y tienen peciolos de  1 a 2 cm de largo.

## Taxonomía
Callicoma serratifolia fue descrita por Henry Charles Andrews  y publicado en The Botanist's Repository for New, and Rare Plants 9(112-116).: t. 566  1809.
Sinonimia
- Callicoma billardieri D.Don
- Callicoma ferruginea D.Don
- Callicoma serratifolia f. ferruginea (D.Don) Pamp.
- Callicoma serratifolium var. ferruginea (D.Don) Pamp.
- Codia serratifolia Ser. ex DC.
- Hermesia banksiifolia Spreng.
- Pancheria billardieri (D. Don) Pamp.[2]